# 十色定理
『十色定理』（じゅっしょくていり）は、Plastic Treeの15枚目のオリジナルアルバム。2020年3月25日発売。発売元はJVCケンウッド・ビクターエンタテインメント。

## 概要
前作『doorAdore』（2018年）から約2年ぶりのリリースとなる、15枚目のオリジナルアルバム。
既発シングル曲「インサイドアウト」「潜像」に新録曲8曲を加えた全10曲となっており、新録曲8曲については、メンバー4人がそれぞれ単独で作詞作曲を行った曲を2曲ずつ収録している。
この曲構成の案は有村竜太朗による。
アルバムタイトル『十色定理』は「平面上のいかなる地図も、隣接する領域が異なる色になるように塗り分けるには4色あれば十分だ」という"四色定理"から着想を得た造語である。
収録曲全てミュージック・ビデオが制作されている。
アーティスト写真およびアルバムジャケットは、42ndシングル『潜像』に引き続き、カメラマン中野敬久とデザイナー河島遼太郎による作品となっている。
2020年2月17日までの早期予約キャンペーンとして、完全生産限定盤の場合はアルバムトレーラー映像、「C.C.C.」ミュージックビデオ、アートワーク・トレーラーの撮影メイキング映像を収録した「「十色定理」特製DVD-R」、通常盤の場合は「オリジナル十色ボールペン」が付属した。

## リリース形態
完全生産限定盤、通常盤の2タイプ発売。各タイプのCDの収録内容は同一。完全生産限定盤はBOXパッケージ仕様となり、収録曲全10曲をそれぞれシングルカットし、「オリジナル」「インストゥルメンタル」「デモ」の計3曲を収録したマキシシングルCD×10枚、DVD「プラっと語リー酒〜十色定理編〜」、フォトブックレット80Pが付属。
完全生産限定盤の10曲すべてをシングル化するというアイディアはリーダーの長谷川正によるものであり、長谷川は「10曲だからこその面白いパッケージの仕方ができたらいいんじゃないかなと思った」、「アルバムというものの存在価値を、自分たちにとっても、ファンのみなさんにとっても、より高めた形でプレミアム感のあるものにして出したいと思った」と語っている。

## 収録曲
CD収録曲は各タイプ共通。全編曲：Plastic Tree。
1. あまのじゃく [7:13][1]
  - 作詞・作曲：長谷川正
2. メデューサ [4:41][1]
  - 作詞・作曲：ナカヤマアキラ
3. 潜像 [4:18][1]。
  - 作詞：有村竜太朗、作曲：長谷川正

42ndシングル。
4. C.C.C. [3:47][1]
  - 作詞・作曲：有村竜太朗

本作のリードトラック。アルバム発売に先駆け、2020年3月11日に先行配信された[7]。
5. remain [4:19][1]
  - 作詞・作曲：佐藤ケンケン
6. スウィング・ノワール [4:37][1]
  - 作詞・作曲：長谷川正
7. インサイドアウト [4:22][1]
  - 作詞：有村竜太朗、作曲：長谷川正

41stシングル。
PlayStation Vita用ゲーム『Collar×Malice -Unlimited-』オープニング主題歌。
8. Light.Gentle.and Soul. [4:49][1]
  - 作詞・作曲：ナカヤマアキラ
9. 月に願いを [5:48][1]
  - 作詞・作曲：佐藤ケンケン
10. エンドロール。 [4:56][1]
  - 作詞・作曲：有村竜太朗

## 完全生産限定盤付属内容
- シングルCD①「あまのじゃく」

1. あまのじゃく
2. あまのじゃく[Instrumental]
3. あまのじゃく[Pre-production ver.]

- シングルCD②「メデューサ」

1. メデューサ
2. メデューサ[Instrumental]
3. メデューサ[Pre-production ver.]

- シングルCD③「潜像」

1. 潜像
2. 潜像[Instrumental]
3. 潜像[Pre-production ver.]

- シングルCD④「C.C.C.」

1. C.C.C.
2. C.C.C.[Instrumental]
3. C.C.C.[Pre-production ver.]

- シングルCD⑤「remain」

1. remain
2. remain[Instrumental]
3. remain[Pre-production ver.]

- シングルCD⑥「スウィング・ノワール」

1. スウィング・ノワール
2. スウィング・ノワール[Instrumental]
3. スウィング・ノワール[Pre-production ver.]

- シングルCD⑦「インサイドアウト」

1. インサイドアウト
2. インサイドアウト[Instrumental]
3. インサイドアウト[Pre-production ver.]

- シングルCD⑧「Light.Gentle.and Soul.」

1. Light.Gentle.and Soul.
2. Light.Gentle.and Soul.[Instrumental]
3. Light.Gentle.and Soul.[Pre-production ver.]

- シングルCD⑨「月に願いを」

1. 月に願いを
2. 月に願いを[Instrumental]
3. 月に願いを[Pre-production ver.]

- シングルCD⑩「エンドロール。」

1. エンドロール。
2. エンドロール。[Instrumental]
3. エンドロール。[Pre-production ver.]

- DVD『プラっと語リー酒〜十色定理編〜』
- フォトブックレット80P

## 公演
アルバム発売に併せて、2020年3月27日から5月6日にかけて、全国10か所を回るライブハウスツアーが予定されていたが、
2020年春に感染拡大した新型コロナウィルス(COVID-2019)の影響により全公演が開催延期された。
同年7月22日に同ツアーの振替公演として、会場をソーシャルディスタンスを確保できるキャパシティのコンサートホールに変更した上で(石川・長崎公演は代替会場が確保できずやむを得ず中止)
「Plastic Tree Autumn Tour2020「十色定理」」を開催することが発表されチケットも発売されたが、8月28日に新型コロナウィルスの感染再拡大の影響を考慮してツアーファイナルとなる横浜公演を除く全公演を中止することが発表された。
なお、同ツアーで変更された会場は全箇所がコンサートホールであり実現すれば自身初のホールツアーとなる見込みであった。
最終的に9月22日に神奈川県民ホール・大ホールで開催された昼・夜2公演のみが本アルバムを掲げてのライブとなった。
同夜公演は有料ストリーミング配信もされた。